# Oppfinnar-Pålle
Oppfinnar-Pålle (Eng: Fulton Gearloose) är en fiktiv figur som förekommer i Kalle Anka-serierna. Han är skapad av den berömde serieskaparen Don Rosa. Oppfinnar-Pålle är son till Oppfinnar-Knutte och far till Oppfinnar-Jocke. 
Han nämndes först i serien Bibliotekets beskyddare (1993) som uppfinnare av Gröngölingarnas medaljer. 
Han förekom som person för första gången i del 10, Fort Ankeborgs försvarare (1994), i Rosas Farbror Joakims liv. Där var han ett ungt barn och en av de första tre Gröngölingarna.
Oppfinnar-Pålle förekommer som pensionär i serien Den första uppfinningen (2002). 